# Brasilien i olympiska sommarspelen 1976
Brasilien deltog i de olympiska sommarspelen 1976 med en trupp bestående av 79 deltagare, 72 män och sju kvinnor, vilka deltog i 48 tävlingar i tolv sporter. Totalt vann de två bronsmedaljer.

## Medaljer
Brons
- João Carlos de Oliveira - Friidrott, Herrarnas tresteg
- Reinaldo Conrad och Peter Ficker - Segling, Flygande holländare

## Friidrott
Herrarnas 100 meter
- Ruy da Silva

Qualification — 13:e plats (→ gick inte vidarae)
Herrarnas 200 meter
- Ruy da Silva

Final —20,84 (→ 5:e plats)
Herrarnas 5 000 meter
- José Andrade da Silva
  - Heat — startade inte (→ gick inte vidare, inget resultat)

Herrarnas höjdhopp
- Iraja Chedid Cecy
  - Kval — Inget resultat (→ gick inte vidare)

Herrarnas längdhopp
- João Carlos de Oliveira
  - Kval — 7,87m
  - Final — 8,00m (→ 5:e plats)

Herrarnas tresteg
- João Carlos de Oliveira
  - Kval — 16.81m
  - Final — 16,90m (→  Brons)

## Fäktning
Herrarnas värja
- Arthur Ribeiro

## Judo
Herrarnas halv mellanvikt
- Roberto Machusso

Herrarnas mellanvikt
- Carlos Motta

Herrarnas halv tungvikt
- Carlos Pacheco

## Segling
Finnjolle
- Claudio Bierkarck
  - Final: 54,7 poäng (→ 4:e plats)

Flying Dutchman
- Reinaldo Conrad och Peter Ficker
  - Final: 51,8 poäng (→  Brons)

Soling
- Gastão d'Avila, Vicente d'Avila, Andreas Wengert
  - Final: 81,4 poäng (→ 10:e plats)